# شهرستان جفرسون (پنسیلوانیا)
شهرستان جفرسون، پنسیلوانیا (به انگلیسی: Jefferson County, Pennsylvania) شهرستانی در ایالات متحده آمریکا است که در پنسیلوانیا واقع شده‌است.

## خصوصیات
شهرستان جفرسون ۱٬۷۰۱٫۶۳ کیلومترمربع مساحت دارد.